# 武田鉄矢
武田 鉄矢（たけだ てつや、1949年〈昭和24年〉4月11日 - ）は、日本の俳優、歌手、タレント、司会者、作詞家。フォークグループ・海援隊のボーカル・リーダー。
代表曲に「母に捧げるバラード」、「あんたが大将」、「人として」、「贈る言葉」、「思えば遠くへ来たもんだ」（いずれも海援隊）などがある。
福岡県立筑紫中央高等学校卒業、福岡教育大学卒業。
長崎市亀山社中記念館名誉館長。

## 来歴・人物
1949年（昭和24年）、福岡県福岡市博多区生まれ。5人兄弟姉妹の末っ子で、12歳上の兄と3人の姉がいる。母・武田イクと父・嘉元は熊本県阿蘇郡南小国町中原字樋ノ口の出身。両親は博多で結婚し、父親が天涯孤独となっていた母親の家に婿養子に入った。母方は若狭武田氏の末裔と伝わる。家紋は丸に割菱。福岡市中央区大濠に在する福岡大学附属大濠高等学校を受験するも不合格であったものの、福岡県立筑紫中央高等学校に合格、高校時代は生徒会長にも選出された。卒業後は坂本龍馬の研究を志し、当時一期校だった高知大学文理学部（現：人文社会科学部）を現役、浪人時と2年に渡り挑戦した。また坂本の墓所の近隣に位置していた立命館大学も受験したが不合格。最終的に、二期校で合格した福岡教育大学教育学部障害児教育教員養成課程に入学。しかし、7年在学するも中退。芸能界で失敗しても大学に戻れるよう母・イクが休学手続きをして学費を払い続けていたという。ただし、仕事が軌道にのったこともあって、その時期に大学から自主退学をすすめられたことで正式に中退したともいう。その母は『金八先生』シリーズが始まったことを誰よりも喜んでくれたという。
1972年（昭和47年）10月25日に、千葉和臣・中牟田俊男らと海援隊でデビュー。当初は全く売れなかったが、武田が母・イクに向けた詫び状を歌にした「母に捧げるバラード」（1973年（昭和48年））がヒットし、翌年の第25回NHK紅白歌合戦（NHK総合・ラジオ第1）に出場。しかしその翌年には、夫婦揃って大晦日の夜に皿洗いのバイトをしなければならないほど人気が低迷したと言い、テレビから流れる第26回NHK紅白歌合戦（NHK総合・ラジオ第1）を横目で見て「俺はこんな所で何をやっているんだろう」と落ち込んでいたと後年語っている。
その後、映画『幸福の黄色いハンカチ』（1977年〈昭和52年〉）でのさえない青年役が高い評価を得て、俳優としての新境地を開拓。海援隊としても再び注目され、ドラマ『3年B組金八先生』（1979年〈昭和54年〉、TBS）のヒットとともに主題歌の「贈る言葉」も大ヒットした。1982年（昭和57年）12月の海援隊解散後は、ソロ歌手・俳優・作家として活動。歌手活動としては、「男と女のはしご酒」（芦川よしみとのデュエット、1987年〈昭和62年〉）、「声援」（『3年B組金八先生』第3シリーズ主題歌、1988年〈昭和63年〉、TBS）などのヒット曲がある。海援隊は1993年（平成5年）4月10日の「ドリームライブ in 福岡ドーム」のために1日だけ再結成され、翌1994年（平成6年）に本格的にグループとしての活動を再開し、現在に至る。
また、漫画原作者として『お〜い!竜馬』（画：小山ゆう。テレビアニメ版では武田が主題歌を担当）と『プロゴルファー織部金次郎』（画：高井研一郎。武田主演で実写映画化）の2作を手掛けているほか、『刑事物語』の映画版の原作と脚本・主演、ならびにテレビドラマ用の『幕末青春グラフィティ 坂本竜馬』、『幕末青春グラフィティ 福沢諭吉』映画の『幕末青春グラフィティ Ronin 坂本竜馬』も脚本、主演した（これらは脚本家としては片山蒼=かたやま あおい名義）。
2012年10月、連続テレビ小説『純と愛』（NHK総合）でヒロインの父親役として初出演を果たした。
2019年8月28日、東洋水産『マルちゃん赤いきつねうどん』のCMキャラクターを1978年の発売当初から務めていることから、同商品が「同じ俳優を起用したTVCMを、最も長い間放映し続けている商品」として、ギネス世界記録に認定された。
長く活躍していることもあり、知名度が高い。2020年7月22日に放送された『水曜日のダウンタウン』（TBS）の「古今東西 日本人知名度ランキング」では、第18位（87.8%）にランクインした。歌手としては、6位和田アキ子・9位北島三郎に次ぐ順位である。
永井真理子は父方の11親等離れた親戚であることが2021年9月20日放送の『はじめまして!一番遠い親戚さん』で明らかとなった。
なお、福岡教育大学は中退になったものの、同大学は武田の『金八先生』シリーズでの長年の活動を評価し、2008年（平成20年）に、名誉学士号（6月に制定。第一号）を授与することを決め、武田本人も了承した。9月12日に、授与式と学生とのトークイベントが行われた。名誉学士号授与の条件として、教員の卵である学生達に人生で学んだことを話す機会を随時設けることを求められ、本人も快諾した。2010年（平成22年）5月12日には福岡教育大学の特命教授に就任し、『風の又三郎』をテーマに90分の「賢治の小説は童話ではなくミステリーだ」と論じる講義を行なった。

## エピソード

### 音楽面
「母に捧げるバラード」（1973年（昭和48年））の「今も聞こえるあのお袋の声」の部分のメロディは、丸山明宏の「ヨイトマケの唄」の「今も聞こえるヨイトマケの唄」を模倣したと、2007年（平成19年）放送の『オーラの泉』で、美輪本人に告白している。
海援隊の楽曲『節子への手紙』は、武田の妻・節子へ届いた、彼女の母親からの手紙にモチーフを得たもの。
BS-i連続テレビドラマ『恋する日曜日』セカンドシリーズで『僕の部屋から』というドラマが制作された際に、主題歌「僕の部屋から」の作詞を担当した。
別項にあるように坂本龍馬を敬愛しているため、武田は龍馬が亡くなった年齢（33歳）と同じになった年（1982年）に海援隊を解散（後に再結成）した。ただし、龍馬の「33歳」が数え年であったのに対し、武田の「33歳」は満年齢である（龍馬は満31歳だった）。

#### 映画ドラえもんの主題歌
映画『ドラえもん』の第1作目から第17作目（第5作目を除く）のエンディングテーマ曲の作詞を務めた。第6作,第11作,第13作,第15作,第16作目は武田が歌っている。『ドラえもん のび太と銀河超特急』も海援隊が歌を担当しているがこの作品のみ千葉和臣、中牟田俊男が歌っている。西田敏行が歌唱した『ドラえもん のび太の日本誕生』の主題歌「時の旅人」は後にアルバム『昭和24年 〜いつか見た青い空〜』でセルフカバー。かねてより原作者の藤子・F・不二雄を尊敬していたが、藤子の逝去に伴って「藤子先生が亡くなった今、僕は『ドラえもん』の映画の作詞を引退します」と宣言し、同劇場版シリーズの楽曲参加を勇退した。その後、映画『ドラえもん』30周年を記念し、2010年（平成22年）の劇場版『ドラえもん のび太の人魚大海戦』で14年ぶりに挿入歌を手掛けた。
音楽担当となった当初、藤子スタジオに娘を連れて行ったことがあり、その時に娘が「ドラえもんはどこ?」と尋ねたところ、藤子は「今テレビ局の仕事に行っているんだよ」と答え、武田は彼のやさしさに深い感銘を受けた。
後に『藤子・F・不二雄大全集』で本人が明かしたところによると、藤子の存命中に一度だけ「映画ドラえもんのテーマ担当から武田を降板させる」という案が藤子に提案されたことがあったが、それを聞いた藤子は普段では考えられないほど激怒し、「映画ドラえもんのテーマソングは武田でなければならない」という強い意志を感じ取ったスタッフは、以後二度とそういった話を藤子に持ちかけることは無くなったとのことである。それ以前に武田から「これ以上続けるとマンネリになるから」とテーマ担当の辞退を自ら申し出たときも藤子から強く引き留められたという。

### 俳優業
最も影響を受けた俳優には高倉健と渥美清を挙げている。
俳優としては山田洋次監督の映画『幸福の黄色いハンカチ』（1977年 松竹）がスタートであり、デビュー作ながら日本アカデミー賞最優秀助演男優賞を受賞する演技を見せた。同監督作品の『男はつらいよ 寅次郎わが道をゆく』（1978年（昭和53年） 松竹）にも出演。『刑事物語』シリーズ（1982年 - 1987年 東宝）の片山刑事役で、本格的な中国拳法、秘門派「蟷螂拳」や自ら考案した「ハンガーヌンチャクによるアクションシーン」を披露したり、個性派俳優としても活躍。ハンガーヌンチャクを使う殺陣上ではハンガーを振り回している最中、指から摩擦で煙が出てきた逸話をもつ。
一時期ジャッキー・チェンの髪型を真似たほどの自他共に認めるジャッキー・ファンで、『刑事物語3・潮騒の詩』ではジャッキーとの共演を熱望していたらしいが、ギャラの折り合いがつかず断念したという話がある。なお本作のオープニングのビルからの落下は『プロジェクトA』でジャッキーが時計台から落下する場面のパロディで、またラストのヒットマンとの野原での対決は『ヤングマスター 師弟出馬』のラストの死闘のパロディである。
テレビドラマへの進出について武田は「僕は吉田拓郎さんみたいな歌手になりたかった。でも、どうあがいてもなれなかった。それで仕方なく横に流れたんですね。それはテレビに出るということです。もう、今はなんてことないけど、当時はテレビに出ないというのがフォークシンガーのステータスでね。荒井由実、小椋佳、吉田拓郎、井上陽水..といった主流がテレビに出るのを拒否していたんです。そんな時に僕がテレビに出たもんだから風当たりが強くてね、当時は相当きつかった」などと話している。1970年代は『あこがれ共同隊』（TBS、1975年）のようにニューミュージック系歌手がゲスト出演したり端役で出るというケースはあったが主役級で出演するようなことはなかった。1979年（昭和54年）6月に土曜ワイド劇場枠『戦後最大の誘拐 吉展ちゃん事件』（テレビ朝日）で犯人役を演じて話題を呼んだ泉谷しげると共に、同年の10月からスタートした『3年B組金八先生』（TBS）の主役に抜擢された武田は、俳優兼ニューミュージック系歌手の先駆けといえる。やはり『2年B組仙八先生』（TBS、1981年）から、早めにテレビに進出したなぎら健壱は「テレビ出演拒否はもういいと、わりあい早い時期に気づいた武田や泉谷なんかが今も生き残っている」と話している。
テレビドラマは、1979年（昭和54年）にスタートした『3年B組金八先生』（TBS）の坂本金八役を担当。2007年までシリーズ化された。大河ドラマ『徳川家康』（1983年（昭和58年））での豊臣秀吉役、『太平記』（1991年〈平成3年〉）での楠木正成役、『101回目のプロポーズ』（1991年 フジテレビ）でのさえない中年・星野達郎役などを演じている。
2006年（平成18年）、大河ドラマ『功名が辻』で主人公・山内一豊の古参の家来・五藤吉兵衛役のオファーがあったが、『竜馬がゆく』の敵役（土佐藩上士）の先祖を演じることに抵抗があり、当初は拒否したという。後にNHK側から「土佐に入る前に死んでしまう役ですから」と説得され、出演することとなった。共演の前田吟とともに、「これが最後の大河出演」と決めていたらしいが、『龍馬伝』で前言を撤回、龍馬の師の勝海舟を演じている。NHKでのハイライト放送では勝役を「俳優業の集大成」、そして「先生冥利に尽きる」と語っている。
『金八先生』シリーズの各卒業式で生徒に贈る言葉は最初は3行の台本を20分掛けて喋るというが、直近のシリーズではスタッフがわざと台本の台詞部分を空白にして全て武田のオリジナルで語っている。
また、同作品中で「人と言う漢字は、人と人が互いに支え合っている」と説明する場面があるが、漢文学者で古代漢字学の第一人者である白川静の著書で「人と言う字は支えあっていない」と言う事を知り、深く衝撃を受けたという。
2017年に『水戸黄門』で水戸黄門シリーズにおける6代目の水戸黄門を演じるが、その役どころを「いたわりを強要したり、老いのずるさもあって完璧なご老公じゃない。助さんも『この、くそじじい』と言うしね」と明かしている。そしてこの役を引き受けたのは「これは老いの（老人の役をやっていくための）練習」であることを理由としている。また武田は6代目に抜擢される20年前に東洋水産の『マルちゃん赤いきつねと緑のたぬき』のCMで既に水戸黄門を演じており、役柄も散々な目にあうという本編と変わらないキャラクターとなっている。
映画『ゴジラ』（1984年）でのセリフはほとんどが武田のアドリブである。監督の橋本幸治は最初から台本より面白くしてくれるだろうと期待していたが、セリフが長くなってしまい編集に苦労したという。武田自身について橋本は、映画の面白さを知っている映画青年であり、熱心で面白かったと述懐している。しかし、ゴジラを侮辱するようなセリフに製作の田中友幸が憤り、そのほとんどがカットされた。

### 脚本家
片山蒼の名義で、映画、ドラマ、舞台の脚本を執筆している。
- 幕末青春グラフィティ 坂本竜馬 1982年
- 幕末青春グラフィティ 福沢諭吉 1985年
- 幕末青春グラフィティ Ronin 坂本竜馬 1986年
- 刑事物語シリーズ
片山蒼名義で原作を、武田鉄矢名義で脚本を担当している。
  - 刑事物語 1982年
  - 刑事物語2 りんごの詩 1983年
  - 刑事物語3 潮騒の詩 1984年
  - 刑事物語 くろしおの詩 1985年 - 原案のみで、脚本には参加していない
  - 刑事物語5 やまびこの詩 1987年 - 脚本も片山蒼名義
- 3年B組金八先生 -夏休みの宿題- 2003年、2005年

### 趣味、嗜好
高校時代に読んだ司馬遼太郎の『竜馬がゆく』の影響からバンド名に「海援隊」と名付けるほど、坂本龍馬を敬愛しており、龍馬役や龍馬に関連する人物の役をすることがある。金八先生の名字の「坂本」は龍馬の姓に、金八の娘の「乙女」は龍馬の姉の名にちなんだものである。また、ソフトバンクモバイルのCMでは「坂本龍馬かぶれ」と揶揄される内容で出演。なお、「高校時代に最初に買った本はかなりボロボロになっていますが、大事に持っています。」とのこと。さらには、『刑事物語』シリーズの『刑事物語 くろしおの詩』で、桂浜の坂本龍馬像に語りかけ、敬礼をするシーンもある。
谷村新司と並ぶニューミュージック界の二大ビニ本マニアとして知られ、『3年B組金八先生』第2シリーズの収録終了時に、卒業記念として男子生徒役の役者に自分のコレクションをプレゼントしていたが、直江喜一と沖田浩之は当時既に18歳だったため、「お前ら二人は自分で買え」とのことで武田のコレクションは貰えなかった。
プロ野球は福岡ソフトバンクホークスのファンである。ちなみに、幼少時は西鉄ライオンズのファンだった。セ・リーグでは読売ジャイアンツが好きだという 。
語ることが好きである。NHK大河ドラマ『功名が辻』の収録では本番直前まで、共演者であり同じく話好きである前田吟とずっと話し続け、本番の際にセリフを忘れることがあった。
1996年に日本テレビ系列でテレビドラマ『竜馬におまかせ!』が放送された際に、あまりにも史実を無視した内容や設定に憤慨し、脚本を担当した三谷幸喜に「維新回天の英霊を愚弄する低俗な内容、本人の墓の前で土下座して謝罪するべき」と抗議したこともある。

### 本名
「鉄矢」は本名であるが、大学生の時まで「鉄也」だと思い込んでいた。これは親が「鉄也」と教えていたためであり、試験の際に記入した氏名に対して、担当教官から「ペンネームを使うな」と指摘されたことで発覚した。両親も届け通りの本名を指摘されるまで忘れていたという。本名発覚当初は困惑していたが段々と受け入れ、使用するようになった。既婚者で娘が二人いるが、個人情報の取り扱いが厳格になった現在は公表していない。1974年11月27日、カトリック大名町教会で山田節子と結婚。妻は熊本の農家の娘で元銀行員。

### 大阪嫌い
母親譲りの大阪嫌いとして有名で、『笑福亭鶴瓶のメインキャスト!』（2007年〈平成19年〉4月4日放送、TBS系列）において、「数を数える時に節を付けるのがおかしい」「大阪は他人に頼ってきたから主体性が無い」「大阪人は信用できん」「すぐに人を騙す」などと発言。また、ドラマの控え室で大阪府に居住歴のある木村拓哉にずっと大阪に対する悪口を吹き込んでいたため笑福亭鶴瓶が止めに入ったが、武田はそれに対して「大阪のどぶ鼠が!」と切り返した。鶴瓶は、『きらきらアフロ』（テレビ東京系列）で「根に持っている」と発言したり、『ヤングタウン日曜日』（MBSラジオ）でも一連のやり取りに触れたりするなど不満を表明している。『武田鉄矢・今朝の三枚おろし』（2007年7月6日放送、文化放送）内で森喜朗元総理の失言（大阪に対する悪口）を具体的に紹介、隣にいた水谷加奈を大笑いさせた。これらの鶴瓶とのやり取りに対し、武田本人は「鶴瓶との喧嘩みたいに、芸能人の営業のうちだよ」と答えており、「芸能人の営業」のために大阪や大阪人を揶揄しているともとれる発言をしている。
ただし、『白夜行』の大阪府警・笹垣潤三役（神戸弁）や『純と愛』の狩野善行役など、関西弁で話す役柄を演じることが度々あり、『JIN-仁-』で緒方洪庵役を演じた際には、緒方の大坂居住歴が長いことに着目し、当初共通語であった台詞を上方言葉に改めて演じた。このエピソードから、俳優としては大阪嫌いのエピソードとは関係なく演じていることがある。
なお、大阪弁は現在でも苦手で、苦手になった理由については「昔、フランスのパリへ旅行に行った時に、エッフェル塔の展望台に登ったんです。そこでパリの風景を堪能していたところ、日本人の旅行グループに遭遇して、彼らが大阪弁をやかましくしゃべっていたんです。それを聞いた瞬間に今まで見ていたパリの風景が壊れてしまった」という趣旨の発言をしている。

### 父について
2023年12月の朝日新聞のインタビューでは中国戦線の復員兵で骨の髄まで軍隊に染まっていた父について語っている。
父は武田に対して「もう1回戦争になったときは武器に恵まれますように」と「鉄矢」と名付けた。1950年代の子供5人を抱えた月給1万円そこらの施盤工にもかかわらず給料をはたいてやけ酒をあおり、酒乱で戦争体験の自慢ばかりする父のことが武田は嫌いであった。あるとき父が戦地で中国の匪賊を何人か日本刀で斬首したことを自慢した際に武田は本当に嫌な気持ちになり、母はそれを聞いて静かに横で首を振っていた。後年武田は戦後当時の父には居場所が無かったのだと慮っているが、父の生前に武田は彼との関係を断ち切っていた。
武田が高校生ぐらいになると元兵士が「平和が一番」というようなことをメディアで語る時代となったが、父はこの時代になっても戦争に対して何の反省もなく、いつまで経っても「武器さえれば勝っとう」とばかり話していた。ある時戦友会に出た父が連隊長から「あの武田鉄矢は貴様の息子か」と握手を求められ、父はその話を涙を流して話していたが、父の人生での喜びは武田の存在ではなく「連隊長に褒められた」ことだったのだと呆れた。
父は1983年に死去し、生前武田は父とは和解できなかったが、父の死後に戦争経験者である司馬遼太郎や阿川弘之の作品を読んだり、シベリア抑留経験者の吉田正や三波春夫の曲を聴いたりするうちに、武田は父の不機嫌の正体、言葉で表せないトラウマを理解するようになった。

### その他
運転免許を取得したのがかなり遅く、1996年に取得した。本人曰く「取得に20年かかった」という。そのため、『幸福の黄色いハンカチ』では運転するシーンはトレーラーでけん引しながら撮影された。この免許取得の経験が、ドラマ『教習所物語』の原案に繋がっている。
西田敏行とは、『みごろ!たべごろ!笑いごろ!』でコント共演をして以来、家族ぐるみの付き合いをしている。「西やん」、「鉄ちゃん」と呼び合うほど仲のいい親友である。2010年（平成22年）にはNHK-BS2のBSエンターテイメント「西田・武田の笑モード」で久しぶりに共演している。
非礼な者に対してしばしば厳しい態度をとることで知られる。時には街中でサインや写真を求められても拒否し、握手すら拒否をすることがあるという。これに対し上沼恵美子は「ファンと一緒に写真を撮るのはありがたいこと。何言うてるの武田!いい加減にせなあかんで!」「私はサイン頼まれたら箸袋の裏にでもサインする。何が金八先生や!」と『上沼・高田のクギズケ!』の番組内で武田を痛烈に批判している。武田自身はテレビ番組『ワイドナショー』（2016年6月16日）内において、上記の対応が事実であることを認めた上で「人の隙をつくような人をあまり好まないんですよ」「最近は写真に関して日本人はくどくなりましたね。人間と接する時の第一の行動がそれになっている」と主張し、「いつも塩対応ばかりじゃありませんからね」と笑いを取り締めくくった。
独特の喋りと癖から多くの芸人にモノマネされる事が多く、代表作の金八先生の物真似は勿論の事、全盛期に特徴的だった長髪を撫で上げる仕草や話をしている最中に体を大きく動かす癖が定番となっており、武田自身はモノマネについて『悪意丸出しじゃなければ大目に見る』と語っていたものの、『ワイドナショー』に出演した際に共演した神田愛花から『(モノマネは)誇張してなかった』とイジられ困惑した事もあった。
いじめ問題に関しては2006年に「いじめるヤツにどんなに説教しても変わらない。大事なのはいじめられているヤツを鍛えること」と語っていた。
『マルちゃん赤いきつねと緑のたぬき』のCMを長年演じ続け「うどんはコシだ!」のフレーズで知られているが、本人は柔らかい博多風のうどんが好きであり、逆にコシのあるうどんを嫌っている。

## ディスコグラフィ

### シングル
| #    | 発売日         | タイトル             | c/w              | 規格  | 規格品番          |
| ---- | -------------- | -------------------- | ---------------- | ----- | ----------------- |
| 1st  | 1983年12月10日 | 未だ僕の旅           | 俺から遠くへ     | EP    | 7DX-1274          |
| 2nd  | 1985年1月25日  | 如月の風の中で       | もう春なんだなあ | EP    | 7DX-1350          |
| 3rd  | 1985年3月1日   | 少年期               | 夢は荒野を       | EP    | 7DX-1360          |
| 4th  | 1985年9月1日   | コスモス             | 唇をかみしめて   | EP    | 7DX-1384          |
| 5th  | 1986年7月25日  | 浪漫                 | 明日を越える旅   | EP    | 7DX-1437          |
| 6th  | 1988年9月1日   | 声援                 | おやすみなさい   | EP    | 7DX-1579          |
| 6th  | 1988年9月1日   | 声援                 | おやすみなさい   | 8cmCD | H10P-40004        |
| 7th  | 1989年2月1日   | 贈る言葉             | 声援             | 8cmCD | H10P-40011        |
| 7th  | 1992年2月1日   | 贈る言葉             | 声援             | 8cmCD | PODH-1101         |
| 8th  | 1989年11月10日 | 伝言（メッセージ）   | がんばれ俺       | EP    | 0DX-1602          |
| 8th  | 1989年11月10日 | 伝言（メッセージ）   | がんばれ俺       | 8cmCD | H00P-40040        |
| 9th  | 1990年3月7日   | 天までとどけ         | 海の叙情詩       | 8cmCD | H00P-40047        |
| 9th  | 1990年3月7日   | 天までとどけ         | 海の叙情詩       | EP    | DDI-5025 (非売品) |
| 10th | 1991年4月1日   | 十年早いぞッ         | 幸福ノススメ     | 8cmCD | PODH-1036         |
| 11th | 1992年5月25日  | くそったれの涙       | 風の一歩         | 8cmCD | PODH-1075         |
| 12th | 1992年12月2日  | 硬派                 | 涙               | 8cmCD | PODH-1100         |
| 13th | 1994年4月25日  | 君は拍手をくれないか | こっちこい       | 8cmCD | PODH-1195         |
| 14th | 2010年3月3日   | 遠い海から来たあなた | 雲の物語         | CD    | UPCH-80167        |

### デュエット曲
| 発売日                    | タイトル                  | c/w                                  | 規格                      | 規格品番                  |
| 武田鉄矢・芦川よしみ 名義 | 武田鉄矢・芦川よしみ 名義 | 武田鉄矢・芦川よしみ 名義            | 武田鉄矢・芦川よしみ 名義 | 武田鉄矢・芦川よしみ 名義 |
| ------------------------- | ------------------------- | ------------------------------------ | ------------------------- | ------------------------- |
| 1987年11月11日            | 男と女のはしご酒          | 男と女のラブゲーム                   | EP                        | 7DX-1536                  |
| 1992年7月1日              | 男と女のラブゲーム        | 男と女のはしご酒                     | 8cmCD                     | PODH-1121                 |
| 武田鉄矢・水前寺清子 名義 |                           |                                      |                           |                           |
| 2000年11月1日             | いきてゆく物語            | 親父のためのRock'n Roll （武田鉄矢） | 8cmCD                     | UPDH-1004                 |
| 水前寺清子・武田鉄矢 名義 |                           |                                      |                           |                           |
| 2000年11月1日             | いきてゆく物語            | 夕暮れのララバイ （水前寺清子）      | 8cmCD                     | CRDN-713                  |

### 武田鉄矢一座
| 発売日       | タイトル                 | c/w    | 規格 | 規格品番  |
| ------------ | ------------------------ | ------ | ---- | --------- |
| 1994年3月9日 | 世界はグー・チョキ・パー | 夢の人 | CD   | PODH-1188 |

### 参加作品
| 発売日         | タイトル      | 規格 | 規格品番                | 概要                                                                                                 |
| -------------- | ------------- | ---- | ----------------------- | --- |
| 2011年11月16日 | 緑のたけだ    | CD   | UPCH-89106 (初回限定盤) | GReeeeNとのコラボレーションで、緑とたけだ名義。 GReeeeNのシングル「恋文〜ラブレター〜」のc/wに収録。 |
| 2011年11月16日 | 緑のたけだ    | CD   | UPCH-80252              | GReeeeNとのコラボレーションで、緑とたけだ名義。 GReeeeNのシングル「恋文〜ラブレター〜」のc/wに収録。 |
| 2015年10月1日  | ひとり ひとつ | CD   | SLCL-9010               | 16 Voices名義。 青年海外協力隊50周年ソングのイメージソングのために結成された期間限定ユニット。       |

### アルバム

#### スタジオ・アルバム
| #   | 発売日         | タイトル                      | 規格 | 規格品番   |
| --- | -------------- | ----------------------------- | ---- | ---------- |
| 1st | 1984年2月1日   | 今度の旅は長くなりそうです    | LP   | 28MX-1160  |
| 1st | 1984年2月1日   | 今度の旅は長くなりそうです    | CT   | 28CX-1237  |
| 1st | 1984年2月1日   | 今度の旅は長くなりそうです    | CD   | 3113-16    |
| 2nd | 1985年5月25日  | 風に聞いた話                  | LP   | 28MX-1207  |
| 2nd | 1985年5月25日  | 風に聞いた話                  | CT   | 28CX-1310  |
| 2nd | 1985年5月25日  | 風に聞いた話                  | CD   | H33P-20022 |
| 3rd | 1986年12月1日  | 遠い幻燈                      | LP   | 28MX-1256  |
| 3rd | 1986年12月1日  | 遠い幻燈                      | CT   | 28CX-1403  |
| 3rd | 1986年12月1日  | 遠い幻燈                      | CD   | H33P-20124 |
| 4th | 1987年12月21日 | 夢口上                        | LP   | 28MX-1289  |
| 4th | 1987年12月21日 | 夢口上                        | CT   | 28CX-1489  |
| 4th | 1987年12月21日 | 夢口上                        | CD   | H33P-20230 |
| 4th | 1990年3月25日  | 昭和24年 〜いつか見た青い空〜 | CD   | POCH-1002  |
| 5th | 1992年10月25日 | 我田引水                      | CD   | POCH-1156  |

#### ライブ・アルバム
| #   | 発売日         | タイトル         | 規格 | 規格品番  |
| --- | -------------- | ---------------- | ---- | --------- |
| 1st | 1984年10月25日 | 今、僕、元気です | LP   | 28MX-1193 |

#### ベスト・アルバム
| #   | 発売日         | タイトル                      | 規格 | 規格品番    |
| --- | -------------- | ----------------------------- | ---- | ----------- |
| 1st | 1988年11月25日 | 武田鉄矢 全曲集               | CD   | H32P-20296  |
| 1st | 1988年11月25日 | 武田鉄矢 全曲集               | CT   | 35CX-1560   |
| 2nd | 1989年12月25日 | “The Best” TETSUYA TAKEDA     | CD   | H29P-20373  |
| 3rd | 1990年12月5日  | Tetsuya Takeda Collection     | CD   | POCH-1039   |
| 3rd | 1990年12月5日  | Tetsuya Takeda Collection     | CT   | POTH-1039   |
| 4th | 1991年12月21日 | 武田鉄矢 全曲集 贈る言葉/声援 | CD   | POCH-1114   |
| 5th | 1992年12月12日 | 武田鉄矢大全集                | CD   | POCH-1177/9 |
| 6th | 1993年12月22日 | スーパー・ベスト3〜贈る言葉   | CD   | POCH-1316   |

### 企画アルバム
| #   | 発売日        | タイトル                       | 規格 | 規格品番   |
| --- | ------------- | ------------------------------ | ---- | ---------- |
| 1st | 1988年12月1日 | 雲の物語                       | CD   | H28P-20286 |
| 2nd | 1988年11月1日 | 夏のクリスマス・ツリー         | CD   | POCH-1030  |
| 3rd | 1992年3月1日  | 雲がゆくのは                   | CD   | POCH-1129  |
| 4th | 1995年3月1日  | ドラえもん映画主題歌集         | CD   | POCH-1489  |
| 5th | 2010年5月5日  | ドラえもん 映画主題歌集+挿入歌 | CD   | UPCH-20194 |

#### CD-BOX
| #   | 発売日        | タイトル                        | 規格 | 規格品番      |
| --- | ------------- | ------------------------------- | ---- | ------------- |
| 1st | 2011年5月11日 | 武田鉄矢 & 海援隊 REUNION WORKS | CD   | UPCH-20231/42 |

### タイアップ一覧
| 楽曲                     | タイアップ                                                 |
| ------------------------ | ---------------------------------------------------------- |
| 如月の風の中で           | TBS系『花田春吉なんでもやります』主題歌                    |
| 少年期                   | 映画『ドラえもん のび太の宇宙小戦争』主題歌                |
| コスモス                 | 映画『刑事物語 くろしおの詩』挿入歌                        |
| 男と女のラブゲーム       | タケダ胃腸薬21 CMソング                                    |
| 浪漫                     | '86公共広告機構 イメージソング                             |
| 男と女のはしご酒         | タケダ胃腸薬21 CMソング                                    |
| 声援                     | TBS系『3年B組金八先生③』主題歌                             |
| 伝言（メッセージ）       | TBS系『愛し方がわからない』主題歌                          |
| 天までとどけ             | 映画『ドラえもん のび太とアニマル惑星』主題歌              |
| 十年早いぞッ             | ナショナル“パーシャル冷蔵庫”CMソング                       |
| 幸福ノススメ             | '91朝日生命TV-CMイメージソング                             |
| 雲がゆくのは             | 映画『ドラえもん のび太と雲の王国』主題歌                  |
| くそったれの涙           | NHK総合テレビアニメ『お〜い!竜馬』オープニングテーマ       |
| 風の一歩                 | NHK総合テレビアニメ『お〜い!竜馬』エンディングテーマ       |
| 硬派                     | テレビ東京12時間ドラマ『徳川武芸帳 柳生三代の剣』主題歌    |
| 世界はグー・チョキ・パー | 映画『ドラえもん のび太と夢幻三剣士』主題歌                |
| 夢の人                   | 映画『ドラえもん のび太と夢幻三剣士』挿入歌                |
| 君は拍手をくれないか     | 映画『プロゴルファー織部金次郎2 〜パーでいいんだ〜』主題歌 |
| いきてゆく物語           | TBS系『教習所物語』主題歌                                  |
| 遠い海から来たあなた     | 映画『映画ドラえもん のび太の人魚大海戦』挿入歌            |
| 緑のたけだ               | 東洋水産『マルちゃん赤いきつねと緑のたぬき』CMソング       |
| ひとり ひとつ            | 青年海外協力隊50周年イメージソング                         |

## NHK紅白歌合戦出場歴
| 年度   | 放送回 | 回 | 曲目                     | 出演順   | 対戦相手   | 備考                                                         |
| ------ | ------ | -- | ------------------------ | -------- | ---------- | ------------------------------------------------------------ |
| 1989年 | 第40回 | 初 | 声援                     | 01/20    | 内藤やす子 | 白組司会も務めた                                             |
| 1998年 | 第49回 | 2  | 母に捧げるバラード       | 16/25    | Kiroro     |                                                              |
| 2024年 | 第75回 | 3  | もしもピアノが弾けたなら | 特別企画 | -          | 西田敏行追悼企画に竹下景子・田中健・松崎しげるとともに出場。 |

注意点
- 出演順は「出演順/出場者数」で表す。

## 提供曲（作詞）
| 歌手名     | 曲名                 | 収録（初出のみ）                 | 年     | 作曲       | 備考                                              | セルフカバー                              |
| ---------- | -------------------- | -------------------------------- | ------ | ---------- | ------------------------------------------------- | ----------------------------------------- |
| 岩渕まこと | 心をゆらして         | シングル「心をゆらして」         | 1981年 | 菊池俊輔   | 映画『ドラえもん のび太の宇宙開拓史』主題歌       |                                           |
| 岩渕まこと | だからみんなで       | シングル「だからみんなで」       | 1982年 | 菊池俊輔   | 映画『ドラえもん のび太の大魔境』主題歌           |                                           |
| 岩渕まこと | 海はぼくらと         | シングル「心をゆらして」         | 1983年 | 菊池俊輔   | 映画『ドラえもん のび太の海底鬼岩城』主題歌       |                                           |
| 大杉久美子 | わたしが不思議       | シングル「わたしが不思議」       | 1986年 | 菊池俊輔   | 映画『ドラえもん のび太と鉄人兵団』主題歌         |                                           |
| 大山のぶ代 | ポケットの中に       | シングル「ポケットの中に」       | 1980年 | 菊池俊輔   | 映画『ドラえもん のび太の恐竜』主題歌             |                                           |
| 大山のぶ代 | 友達だから           | シングル「友達だから」           | 1987年 | 山木康世   | 映画『ドラえもん のび太と竜の騎士』主題歌         |                                           |
| 熊木杏里   | 私をたどる物語       | シングル「私をたどる物語」       | 2004年 | 熊木杏里   | TBS系『3年B組金八先生第7シリーズ』劇中挿入歌      |                                           |
| 島崎和歌子 | 何かいい事きっとある | シングル「何かいい事きっとある」 | 1993年 | 芹澤廣明   | 映画『ドラえもん のび太とブリキの迷宮』主題歌     |                                           |
| 白鳥英美子 | 夢のゆくえ           | シングル「夢のゆくえ」           | 1991年 | 白鳥澄夫   | 映画『ドラえもん のび太のドラビアンナイト』主題歌 |                                           |
| 西田敏行   | 時の旅人             | シングル「時の旅人」             | 1989年 | 堀内孝雄   | 映画『ドラえもん のび太の日本誕生』主題歌         | アルバム『昭和24年 〜いつか見た青い空〜』 |
| 堀江美都子 | 君がいるから         | シングル「君がいるから」         | 1988年 | 山木康世   | 映画『ドラえもん のび太のパラレル西遊記』主題歌   |                                           |
| 星美里     | 恋予報               | シングル「しほり」               | 1988年 | 平尾昌晃   | のちの夏川りみのデビュー曲                        |                                           |
| RiNA       | サザンは歌えない     | シングル「サザンは歌えない」     | 1989年 | 森マカオ   |                                                   |                                           |
| 鳥羽一郎   | 一本道の唄           | シングル「一本道の唄」           | 2022年 | 木村竜蔵   |                                                   |                                           |
| 鳥羽一郎   | エデンを遠く         | シングル「一本道の唄」           | 2022年 | 中牟田俊男 | シングル「一本道の唄」C/W                         |                                           |

## 現在出演

### テレビ
- ネプリーグ（フジテレビ）

1. 2010年1月18日 ネプチューンチーム 2枠
2. 2011年4月4日 俳優チーム キャプテン
3. 2017年6月26日 名門大男子チーム 2枠
4. 2020年11月23日 インテリおじさんチーム 2枠
5. 2022年8月8日 TANG タングチーム 3枠

- 今夜はナゾトレ（フジテレビ）不定期出演
- 武田鉄矢の昭和は輝いていた（2013年 - 、BSテレ東）- 司会
- プレバト!!（毎日放送・TBS）- 不定期出演（俳句・特待生2級）
- サン!シャイン（2025年4月1日 - 、フジテレビ）- 火・水曜スペシャルキャスター

### ラジオ
- 武田鉄矢・今朝の三枚おろし（1994年 - 、文化放送）

## 出演作品

### テレビドラマ
- せい子宙太郎‐忍宿借夫婦巷談（1977年 - 1978年、TBS） - 玉木大吉
- 花々と星々と（1978年、NHK総合） - 高橋
- 雲を翔びこせ（1978年、TBS） - 渋沢喜作
- 大河ドラマ（NHK総合）
  - 草燃える（1979年） - 安達盛長
  - 徳川家康（1983年） - 豊臣秀吉
  - 太平記（1991年） - 楠木正成
  - 功名が辻（2006年） - 五藤吉兵衛
  - 龍馬伝（2010年） - 勝海舟
- 3年B組金八先生（1979年 - 2011年、TBS） - 主演・坂本金八（先生） 
  - 第1シリーズ（1979年10月26日 - 1980年3月28日）
  - 第2シリーズ（1980年10月3日 - 1981年3月27日）
  - スペシャル1「贈る言葉」（1982年10月2日）
  - スペシャル2「イレ墨をした教え子」（1983年10月7日）
  - スペシャル3「小さな嘘」（1984年10月5日）
  - スペシャル4「イジメられっ子金八先生」（1985年12月27日）
  - スペシャル5「先生の暴力・生徒の暴力」（1986年12月26日）
  - スペシャル6「新・十五歳の母」（1987年12月25日）
  - 第3シリーズ（1988年10月10日 - 12月26日）
  - スペシャル7「卒業スペシャル」（1989年3月29日）
  - スペシャル8「卒業アルバム」（1990年12月28日）
  - 第4シリーズ（1995年10月12日 - 1996年3月28日）
  - スペシャル9「子供を救え!大人達よ立ち上がれ」（1998年4月2日）
  - 第5シリーズ（1999年10月14日 - 2000年3月30日）
  - スペシャル10「お前死んだらオレ泣くぞ・3B一年ぶり大集合」（2001年4月5日）
  - 第6シリーズ（2001年10月11日 - 2002年3月28日）
  - 第7シリーズ（2004年10月15日 - 2005年3月25日）
  - スペシャル11「未来へつなげ 3B友情のタスキ〜たった一人の卒業式…3Bの絆は再び迫る薬物依存の魔の手から仲間を救い出せるのか!?」（2005年12月30日）
  - 第8シリーズ（2007年10月11日 - 2008年3月20日）
  - 3年B組金八先生ファイナル〜「最後の贈る言葉」（2011年3月27日）
- 幕末青春グラフィティ 坂本竜馬（1982年、日本テレビ、【原案・脚本も兼任】） - 主演・坂本竜馬
  - 幕末青春グラフィティ 福沢諭吉（1985年、TBS） - 坂本竜馬
- 西部警察 PART-III「最終話 大門死す!男たちよ永遠（とわ）に…」（1984年、テレビ朝日） - 本人
- 花の吉原 雪の旅（1984年、TBS） - 治助
- 花田春吉なんでもやります（1985年、TBS） - 主演・花田春吉
- ハロー!グッバイ（1985年、TBS、コカコーラ・スペシャル） - 主演
- 泣いてたまるか 第2話「目の上のたんこぶ」（1986年、TBS） - 山下
- 橋の上の霜（1986年、NHK総合） - 主演・大田直次郎
- ボクらの疎開戦争!（1989年、テレビ朝日） - 主演
- 愛し方がわからない（1989年、TBS） - 主演・只野犬太郎
- こっちこい!UFO（1989年、TBS）- 主演・川原一郎
- 宅配屋さん 逃げた女房（1989年、関西テレビ 花王名人劇場） - 主演
- 社長さんは脱獄囚（1989年、TBS 月曜ドラマスペシャル）
- 奇兵隊（1989年、日本テレビ） - 坂本竜馬
- 兄貴に乾杯!（1991年、TBS） - 主演・松谷竜次（W主演：加山雄三）
  - ふたたび!兄貴に乾杯!（1992年、TBS） - 同上
- 水戸黄門（TBS / C.A.L）
  - 第20部 第16話「男意気地の博多節 -福岡-」（1991年2月25日） - 丑松
  - 水戸黄門 (BS-TBS版)（2017年10月8日 - 12月6日、2019年5月19日 - 8月11日、BS-TBS）- 主演・水戸光圀 
  - 第2シリーズ(第45部) 第10話「老公なんばんしよっと？ -福岡-」（2019年8月11日） ※一人二役
- 101回目のプロポーズ（1991年7月1日 - 9月16日、フジテレビ） - 主演・星野達郎（W主演：浅野温子）
- 並木家の人々（1993年1月14日 - 3月25日、フジテレビ、木曜劇場） - 主演・並木公平
- ウルトラマンになりたかった男（1993年、TBS）- 主演・朝見広志
- 仰げば尊し『さよなら…先生』（1994年、フジテレビ）
- おれはO型・牡羊座（1994年、日本テレビ） - 主演・山田多喜男
- バージンロード（1997年、フジテレビ） - 桜井光
- 終戦特別企画 二十六夜参り（1998年、TBS、【原作も兼任】）
- ソムリエ（1998年、関西テレビ・フジテレビ）
- プリズンホテル（1999年、テレビ朝日）
- パーフェクトラブ!（1999年、フジテレビ）-楠幸太郎
- 教習所物語（1999年〈単発ドラマ〉・2000年〈連続ドラマ〉、TBS、【原案も兼任】）） - 主演・阿部玲児（W主演：水前寺清子）
- 麻婆豆腐の女房（2003年、NHK総合） - 孝孫民（陳建民がモデル）
- 乱歩R（2004年、読売テレビ・日本テレビ） - 佐藤幸造 ※ゲスト出演
- 積木くずし 真相（2005年、フジテレビ） - 高橋順
- 仕置き代理人 鏡俊介の痛快事件簿（2005年、フジテレビ） - 主演・鏡俊介
- 里見八犬伝（2006年、TBS） - 籠山逸東太
- 白夜行（2006年、TBS） - 笹垣潤三
- どケチ弁護士 山田播磨の温泉事件簿（2006年、TBS） - 主演・山田播磨
- 華麗なる一族（2007年、TBS） - 大亀専務
- 太郎と次郎〜反省ザルとボクの夢〜（2007年、フジテレビ） - 村崎政男
- 夫婦道（2007年、TBS）- 主演・高鍋康介（W主演：高畑淳子）
  - 夫婦道 第2シリーズ（2009年） - 同上
- ひまわり〜夏目雅子27年の生涯と母の愛〜（2007年、TBS） - 監督 ※特別出演
- BOSS（フジテレビ） - 野垣泰造
  - 1stシーズン
    - CASE01「最強アラフォー訳あり女刑事、いわくつきチームのボスになる!」（2009年4月16日）
    - LAST CASE「衝撃の最終回拡大SP…裏切りの果て」（2009年6月25日）
- リミット-刑事の現場2 （2009年、NHK総合、土曜ドラマ） - 梅木拳
- JIN-仁-（2009年10月 - 12月、TBS） - 緒方洪庵 ※特別出演
- Wの悲劇（2010年1月11日、TBS） - 相浦克平
- ナサケの女〜国税局査察官〜（2010年10月 - 12月、テレビ朝日） - 鉄子
- ストロベリーナイト（フジテレビ） - 勝俣健作 
  - スペシャルドラマ「ストロベリーナイト」（2010年11月13日）
  - ストロベリーナイト（2012年1月 - 3月）
  - ストロベリーナイト アフター・ザ・インビジブルレイン（2013年1月26日）
    - 「沈黙怨嗟 / サイレントマーダー」
    - 「推定有罪 / プロバブリィギルティ」 - 主演・勝俣健作
- 月曜ゴールデン・人間再生・工場長 岡田岩児（2011年7月11日、TBS） - 主演・岡田岩児
- 幸福の黄色いハンカチ（2011年10月10日、日本テレビ） - 渡辺署長
- 連続テレビ小説（NHK総合）
  - 純と愛（2012年10月 - 2013年） - 狩野善行
  - あさが来た 第74回 - 第76回、第78回（2015年12月22日 - 24日、26日） - 福澤諭吉[37][38]
- MONSTERS 第1話（2012年10月21日、TBS） - 西崎達三
- 約1回目のプロポーズ 第5話（2013年8月4日、フジテレビ、FNS27時間テレビ） - 本人
- 日本・ベトナム国交樹立40周年スペシャルドラマ The Partner 〜愛しき百年の友へ〜（2013年9月29日、TBS） - 犬養毅
- LINK（2013年10月 - 11月、WOWOW、ドラマW） - 松岡孝典 ※特別出演
- 宮本武蔵（2014年3月15日・16日、テレビ朝日） - 柳生石舟斎
- 極悪がんぼ 第10話（2014年6月16日、フジテレビ） - 銭山貞夫
- 天皇の料理番 (2015年4月 - 7月、TBS)  - 桐塚尚吾[39]
- 死の臓器（2015年7月 - 8月、WOWOW、連続ドラマW） - 日野誠一郎
- スペシャルドラマ・経世済民の男 第一部「高橋是清」（2015年8月22日・29日、NHK総合） - 南校教官
- 釣りバカ日誌〜新入社員 浜崎伝助〜 第1話（2015年10月23日、テレビ東京） - 朝本信一郎[40]
- トットてれび（2016年4月30日 - 6月18日、NHK総合） - 大岡龍男[41]
- ドラマスペシャル・叡古教授の事件簿（2016年5月21日、テレビ朝日） - 五十嵐修[42]
- 最後のレストラン 第5 - 6回（2016年5月24日 - 31日、NHK BSプレミアム） - ナポレオン
- A LIFE〜愛しき人〜 第5話（2017年2月12日、TBS） - 山本輝彦[43]
- リバース（2017年4月 - 6月、TBS） - 小笠原俊雄
- 放送90年 大河ファンタジー「精霊の守り人」最終章（2017年11月 - 2018年1月、NHK総合） - ラルーグ[44]
- 小河ドラマ 龍馬がくる（2017年11月27日 - 12月18日、CS時代劇専門チャンネル・関西テレビ） - 主演・武田鉄矢（本人）／坂本龍馬（劇中）
- THE GOOD WIFE / グッドワイフ 第1話（2019年1月13日、TBS） - 日下部直哉
- 刑事ゼロ（2019年1月10日 - 3月14日、テレビ朝日） - 生田目守雄
- 義母と娘のブルース（TBS） - 山本勘九郎  
  - 2020年謹賀新年スペシャル（2020年1月2日）
  - 2022年謹賀新年スペシャル（2022年1月2日）[45]
- ワカコ酒season5 第6夜（2020年5月11日、BSテレ東）　– 下戸の料理人ワカオ
- こもりびと（2020年11月22日、NHK総合） - 倉田一夫
- わげもん〜長崎通訳異聞〜（2022年1月8日 - 、NHK総合） - 周田親政[46]
- 旅屋おかえり（2022年1月25日 - 28日、NHK BSプレミアム） - 萬鉄壁[47][48]
  - 旅屋おかえり「長野編」「兵庫編」（2023年1月30日 - 2月2日、NHK BSプレミアム） - 同上[49]
- 異世界居酒屋「のぶ」 Season2（2022年5月27日 - 7月29日、WOWOWプライム）- クローヴィンケル[50]
  - 異世界居酒屋「のぶ」Season3 〜皇帝とオイリアの王女編〜（2023年1月13日 - 3月17日、WOWOWプライム）[51]
- ダ・カーポしませんか?（2023年1月16日 - 3月27日、テレビ東京） - 主演・二宮辰之助[52]
- 橋ものがたり「約束」（2024年2月、時代劇専門チャンネル）[53]
- 素晴らしき哉、先生!（2024年10月6日、朝日放送テレビ・テレビ朝日系） - 理事長[54]
- 正直不動産ミネルヴァ Special（2025年2月5日、NHK BS） - 塚原進[55][56]

### 映画
- 幸福の黄色いハンカチ（1977年、松竹） - 花田欽也
- 男はつらいよ 寅次郎わが道をゆく（1978年、松竹） - 後藤留吉
- 俺たちの交響楽（1979年、松竹） - 主演・新田徳次郎  ※映画初主演作
- 遙かなる山の呼び声（1980年、松竹） - 勝男
- 思えば遠くへ来たもんだ（1980年、松竹） - 主演・青田喜三郎
- マイ・ロード（1980年、東宝） - 完二
- 俺とあいつの物語（1981年、松竹） - 主演・南原幸四郎
- 駅 STATION（1981年、東宝） - 列車の客
- 刑事物語シリーズ（1982年 - 1987年、東宝） - 主演・片山元  ※原作・脚本も兼任
  - 刑事物語（1982年）
  - 刑事物語2 りんごの詩（1983年）
  - 刑事物語3 潮騒の詩（1984年）
  - 刑事物語4 くろしおの詩（1985年）
  - 刑事物語5 やまびこの詩（1987年）
- えきすとら（1982年、松竹） - 主演・水越修五郎
- だいじょうぶマイ・フレンド（1983年、東宝） - 看護人
- 居酒屋兆治（1983年、東宝） - アベックの男
- ヨーロッパ特急（1984年、東宝） - 主演・森田次郎
- パンツの穴（1984年、ジョイパックフィルム） - UFO ※ナレーション
- ゴジラ（1984年、東宝） - 浮浪者[3] ※ 特別出演
- 幕末青春グラフィティ Ronin 坂本竜馬（1986年、東宝） - 主演・坂本竜馬
- 子象物語 地上に降りた天使（1986年、東宝） - 主演・田辺正太
- あいつに恋して（1987年、東宝） - ガソリンスタンドマン
- 二十四の瞳（1987年、松竹） - 大石正吉
- プロゴルファー織部金次郎シリーズ（1993年 - 1998年、東映） - 主演・織部金次郎  ※原作・脚本・監督も兼任
  - プロゴルファー織部金次郎（1993年）
  - プロゴルファー織部金次郎2 パーでいいんだ（1994年）
  - プロゴルファー織部金次郎3 飛べバーディー（1995年）
  - プロゴルファー織部金次郎4 シャンク シャンク シャンク（1997年）
  - プロゴルファー織部金次郎5 愛しのロストボール（1998年）
- とられてたまるか!?（1994年、東宝） - 主演・唯野一太郎
- ヒーローインタビュー（1994年、東宝） - ヤクルトスワローズの監督
- バースデイプレゼント（1995年、東宝） - 福田福太郎
- 緑の街（1998年、ファー・イースト・クラブ） - 朝妻
- 博多ムービー ちんちろまい（2000年、ソニー・ピクチャーズ・エンタテインメント） - 主演・貝原善哉
- 青春ばかちん料理塾（2003年、東映） - 関根銀三
- 星になった少年 Shining Boy & Little Randy（2005年、東宝） - ドラマの俳優
- MAKOTO（2005年、松竹） - 高見耕一
- 私は貝になりたい（2008年、東宝） - 竹内
- 降りてゆく生き方（2009年） - 主演・川本五十六
- ストロベリーナイト（2013年、東宝） - 勝俣健作
- 101回目のプロポーズ 〜SAY YES〜（2013年、ポニーキャニオン） - 星野達郎
- くじけないで（2013年、松竹） - 柴田健一
- 振り子（2015年） - 橋本梅吉
- セーラ服と機関銃 -卒業-（2016年3月5日、KADOKAWA） - 土井[57]
- 花筐/HANAGATAMI （2017年12月16日公開） - 一条医師
- いのちスケッチ （2019年11月15日公開） - 野田彰
- 海辺の映画館―キネマの玉手箱（2020年7月31日公開、アスミック・エース） - 坂本竜馬
- TANG タング（2022年8月11日公開、ワーナー・ブラザース映画） - 馬場昌彦[58]

### 劇場アニメ
- 豆富小僧（2011年） - 達磨
- 映画 妖怪ウォッチ エンマ大王と5つの物語だニャン!（2015年） - 巨大サンタ

### 海外アニメ
- 森のリトル・ギャング（2006年） - ヴァーン

### ゲーム
- 3年B組金八先生 伝説の教壇に立て!（2004年）- 主演・坂本金八（先生）

### 人形劇
- ヤンマーファミリーアワー 飛べ!孫悟空（1978年、TBS）- 狼男

### Webドラマ
- 神児遊助のげんきのでる恋 第12話 （NTTドコモ携帯電話放送、BeeTV）（2009年8月） - 幸一郎

### 舞台
- 母に捧げるバラード（明治座・御園座・博多座他で公演）
- 3年B組金八先生〜夏休みの宿題〜（明治座・御園座で公演）
- 舞台版 3年B組金八先生
  - 『3年B組金八先生』の原作者小山内美江子が運営するボランティア団体「特定非営利活動法人 JHP・学校をつくる会」主催のチャリティーイベントで上演された、JHPの活動内容を生徒達に話して聞かせる形で紹介する作品（2001年）及び、パート7のオンエア済みの一教室シーンを再現する作品（2004年）。歴代の卒業生代表と放送中の現役生が「制服姿」で登場した。ほぼ即興の舞台だったため、金八先生が出席簿に書かれた台本を読みながら物語を進行している。『夏休みの宿題』とは別物。
- 母に捧げるラストバラード（明治座・博多座他で公演）
- 時代劇版 101回目のプロポーズ（博多座で公演）
- 博多座リニューアル記念公演『梅と桜と木瓜の花』（2016年、博多座）[59]
- 博多座開場20周年記念 武田鉄矢・コロッケ特別公演『水戸黄門』（2019年、博多座）[60]

### ラジオ
- 武田鉄矢・人生まん中あたり（TBSラジオ・RKBラジオ）
- ペパーミントストリート 青春大通り（文化放送、1978年4月 - 1980年9月）
  - 青春キャンパス（文化放送）
  - チャレンジ名作ライブラリー（文化放送、1980年10月6日 - 1982年3月）
- 夢口上 武田鉄矢商店（文化放送）[2]
  - スタート当初は土曜午後3時台の放送だったが土曜日午後4時台→土曜日夕方5時台→土曜日夜10時→土曜日夜9時30分と半年ないし1年ごとに放送時間が変更されていた。
- ミュージック・ファーマー_武田鉄矢・元気です!（1991年10月 - 1999年3月、文化放送）
- 武田鉄矢 こころパートナー（文化放送）
- オールナイトニッポン（ニッポン放送）
- ラブ・サウンズ・スペシャル（ニッポン放送）
- ゼロックスムービージャングル（ニッポン放送）
- 鉄矢のマルちゃんくらぶ[61]（ラジオ関東）
- MBSミュージックマガジン（1980年10月 - 1981年3月、MBSラジオ）
- 明日への伝言板（2011年10月 - 2012年3月 RKBラジオ・KBCラジオ・CROSS FM） - 木曜日担当

### バラエティ・情報番組
- 武田鉄矢の週刊鉄学（朝日ニュースター）
- 武田鉄矢・タモリスペシャル（テレビ朝日）
- 鉄矢のとんからりん（テレビ朝日）
- みごろゴロゴロ大放送（テレビ朝日）
- 武田鉄矢の泣いて笑って武者修行（テレビ東京）
- すばらしい味の世界（テレビ東京）
- 鉄矢のびっくり外報部（テレビ朝日）
- 鉄矢のにっぽん人国記（テレビ朝日）
- ゆく年くる年 (民間放送テレビ)（テレビ朝日制作・1983-84年版の司会）
- ウッチャンナンチャンの誰かがやらねば!（フジテレビ）
- なっとくデータマップ（フジテレビ）
- 武田鉄矢のぐるり日本!三度笠（テレビ東京）
- 鉄矢と熊のひたすら日曜日（日本テレビ）
- にんげんマップ（NHK総合） - キャスター
- 解決!クスリになるテレビ（テレビ東京）
- 新すぃ日本語（TBS）
  - 新すぃ○○!（TBS）
- オールスター感謝祭（TBS）
  - 2004年10月2日放送の「オールスター感謝祭'04秋」では島田紳助の代役で司会を務めた。
- 小川宏のなんでもカンでも!（フジテレビ）
- 花王ファミリースペシャル 武田鉄矢 絶対取るぞ運転免許（フジテレビ）
- 新・題名のない音楽会（1997年10月 - 2000年3月、テレビ朝日）
- FNSスーパースペシャル1億2000万人のテレビ夢列島'91 スーパータイムSP
- 奥さまは外国人（テレビ東京）
- 世界一受けたい授業（日本テレビ）
  - 先生役として国語の授業を担当。生徒として出演した回もある。
- 九州沖縄スペシャル「ただいま!」ホスト（NHK福岡放送局制作、NHK総合 九州・沖縄ブロックネット）
- いのちの響（TBS）
- おふくろ、もう一杯（2008年 - 、フジテレビ）ナレーション
- 天才じゃなくても夢をつかめる10の法則（2010年、日本テレビ）司会
- 第14回 熱血!オヤジバトル「東日本ブロック予選」（2011年2月11日、NHK総合）審査員
- 武田鉄矢のショータイム（NHK総合・BSプレミアム）
- 武田鉄矢の昭和は輝いていた（BSジャパン）司会
- ワイドナショー（2013年 - 2025年、フジテレビ）コメンテーター
- ももち浜ストア 夕方版→ももち浜S 特報ライブ（2015年 - 2022年3月、テレビ西日本）コメンテーター及び「鉄矢がゆく!」担当
- くりぃむクイズ ミラクル9（テレビ朝日）
- サン!シャイン（2025年4月1日 - 、フジテレビ）火・水曜スペシャルキャスター

### その他
- 母に捧げるバラード（武田鉄矢の母・イクの半生を綴ったエッセイで、NHKで『コラ!なんばしよっと』のタイトルでドラマ化された）
- お〜い!竜馬（小山ゆう作画の漫画の原作を担当。NHK総合でテレビアニメ化され、主題歌も担当した）
- バカチンたちに捧げるバラード（「週刊プレイボーイ」に連載中の人生相談）
- 心が風邪をひいたら（1980年頃、文庫本で人生相談が内容）
- FNNスーパーニュースアンカー（関西テレビで平日夕方に関西ローカルで放送されている報道番組。金曜日の企画「あんたがアンカー」のタイトルコールを担当）
- 日本青年会議所（JC）主催、全国会員大会・沖縄大会（2009年10月17日）卒業式で温かい言葉と贈る言葉を贈り、最後は卒業生全員とステージ上で贈る言葉の大合唱をした
- 武田鉄矢のさすらい青春記『ふられ虫の唄』（1975年、講談社）
- GReeeeN『贈る言葉』ミュージックビデオ（2018年10月、楽曲を提供した映画に登場しない校長先生役として出演、海援隊の楽曲と同名曲だがカバー曲ではない）
- FLOW 『贈る言葉 (20周年アニバーサリーバージョン)』「Music Video」・「Drama Video」（2023年1月、金八先生を彷彿とする姿で出演している）

### CM
- メルシャン「三楽焼酎ホワイトパック」
- 日本盛
- 富士甚醤油「家伝つゆ」「味噌」
- 東洋水産「マルちゃん赤いきつねと緑のたぬき」（1978年 - ）
- 松下電器産業 テクニクス レコードプレイヤー「リクエスト」（1978年）[62]、「パーシャル冷蔵庫」（1978年 - 1991年）
- 大日本除虫菊「コックローチS」（1978年）- 海援隊のメンバーとして出演
- 平凡社「国民百科事典」（1979年）
- ダイエー（1979年 - 1980年）
- サントリー「オールド」（1982年 - 1983年）
- 日本電気「PC-6001・PC-6601・PC-8801・N5200各シリーズ」（1983年 - 1985年）
- 公共広告機構「青少年非行防止啓発」（1986年 - 1987年）
- 武田薬品工業「タケダ胃腸薬21」（1986年 - 1989年）
- コクヨ「くるくるメカ」（1988年）
- 朝日生命保険「ロイヤルワイド」（1990年 - 1993年）
- 亀田製菓「亀田の柿の種」（1990年 - 1995年）
- アサヒビール「ほろにが」（1991年 - 1993年）
- ヤクルト本社「ミルミル」（1996年）
- 日本図書普及「図書カード」（1996年 - 1997年）
- 税務署「確定申告」（1997年）
- メガネトップ（1998年）
- 九州通信ネットワーク「九州電話」（2000年）
- ダイショー（2000年 - 2003年）
- ゴルフパートナー（2001年 - 2003年）
- 健康家族「伝説にんにく卵黄」（2002年 - 2003年）
- アデランス「ヘア・サポート・ケア」（2004年 - 2005年）
- 国土交通省 荒川下流可川事務所（2005年 - 2007年）
- デンコードー（2007年 - 2008年）
- 特定非営利活動法人「アジア太平洋こども会議・イン福岡」（2007年 - 2018年）広報親善大使
- つまりぬき24（2007年 - 2009年）
- ソフトバンクモバイル（2009年 - 2012年）竜馬かぶれの人の役
- JA熊本経済連「熊本県産農畜産物」（2009年 - 2013年）
- 文化放送「言葉の力×ラジオのチカラ ことバリュー」（2010年）- ラジオCM
- サントリー食品インターナショナル
  - BOSS レインボーマウンテンブレンド（2011年）
  - ペプシスペシャル（2013年）
  - オランジーナ（2016年）
- 埼玉県自動車整備振興会（2012年）- ラジオCM
- ユーキャン（2012年）
- ファイザー・エーザイ「神経障害性疼痛啓発キャンペーン」（2013年 - 2016年）
- スクウェア・エニックス「星のドラゴンクエスト」（2017年 - 2018年）
- UQコミュニケーションズ「UQ mobile」（2018年）
- テレビ西日本「ロックに。自由に。TNC」篇（2019年）
- メルカリ「メルペイスマート払い」（2019年 - 2020年）- 先生役[63]
- グローバルファイナンシャルスクール「投資の達人」（2021年 - ）
- DONUTS「ジョブカン」（2021年 - 2022年）[64]
- よりそう 「よりそうのお葬式」（2022年3月 -  ）

## 受賞
- 1977年 第2回報知映画賞新人賞（『幸福の黄色いハンカチ』）
- 1977年 第51回キネマ旬報ベスト・テン助演男優賞（『幸福の黄色いハンカチ』）
- 1978年 第1回日本アカデミー賞最優秀助演男優賞（『幸福の黄色いハンカチ』）
- 1980年 第22回日本レコード大賞 作詩賞（西条八十賞）、TBS賞（後援団体賞）（『贈る言葉』）
- 1991年 第29回ゴールデン・アロー賞放送賞